# 992 Swasey
A 992 Swasey (ideiglenes jelöléssel 1922 ND) a Naprendszer kisbolygóövében található aszteroida. Otto Struve fedezte fel 1922. november 14-én.